# Миливое Динич
Миливое Динич (на сръбски: Миливоје Динић) е сръбски революционер, войвода на сръбската въоръжена пропаганда в Североизточна Македония.

## Биография
Миливое Динич е роден в Крагуевац в семейството на стария доброволец Мирча Динич. Учи в Крагуевацката гимназия, но през пролетта на 1906 година, докато е в VІ клас, напуска училище и се присъединява се към сръбската пропаганда в Македония. Първоначално е четник на съгражданина си Войн Попович (Вук), а по-късно става войвода на сръбска чета и действа в Паланечко. При избухването на Балканската война в 1912 година е в отряда на войводата Вук. В самото навечерие на Кумановската битка отрядът на Вук се сблъсква с османски батальон край Драгоманце. В сражението Динич се отличава и е тежко ранен. Излекуван отново постъпва в четническите отряди и участва в Междусъюзническата война (1913) и в потушаването на Охридско-Дебърското въстание (1913). В Първата световна война командва чета от Горнячкия четнически отряд, с която действа като авангард при сръбското настъпление в Босна. Тежко ранен е с два удара с щик и куршум. Лекарската комисия го провъзгласява за негоден, но той се връща и оглавява четата си. Отстъпва на Корфу с отряда на Войн Попович и с него се сражава на Солунския фронт. На 16 септември 1916 година повежда четата си на щурм към Каймакчалан и пръв стъпва на върха. За това си постижение е награден с Караджорджева звезда с мечове. След разформироването на Вуковия отряд е назначен за командир на чета в 6-и пехотен полк. По време на пробива при Добро поле е в болница, но е отведен със самолет до фронта и участва с четата си в настъплението. Щурмува с четата си Ораовските височини край Велес, но при българска контраатака е пленен и изгорен в една пещ.